# Catsfield
Catsfield – wieś w Anglii, w hrabstwie East Sussex, w dystrykcie Rother. Leży 79 km na południowy wschód od Londynu. W 2007 miejscowość liczyła 805 mieszkańców.